# Нижня Єнтала
Нижня Єнтала́ (рос. Нижняя Ентала) — село у складі Кічменгсько-Городецького району Вологодської області, Росія. Входить до складу Єнангського сільського поселення.

## Населення
Населення — 60 осіб (2010; 85 у 2002).
Національний склад (станом на 2002 рік):
- росіяни — 100 %